# سعاد بن جاب الله
سعاد بن جاب الله محامية جزائرية، ناشطة في مجال حقوق المرأة وكذا سياسية.

## السيرة الذاتية
سعاد هي عضو في مجموعة " تاريخ النساء في المتوسط" مع الأستاذة فاطمة الزهراء قشي. شاركت في ندوة في نوفمبر 1999 في جامعة منتوري · قسنطينة 1 .   في 8 أكتوبر 2003 ، تم تعيينها وزيرة منتدبة لوزارة التعليم العالي والبحث العلمي  وشغلت هذا المنصب حتى عام 2012. وفي 4 سبتمبر 2012 ،عُينت بعدها وزيرةً للتضامن الوطني والأسرة وقضايا المرأة تحت حكومة عبد المالك سلال .  أعيد تعيينها في هذا المنصب في ظل حكومته الثانية خلال التعديل الدستوري في 11 سبتمبر 2013.  شاغلةً نفس المنصب حتى مايو 2014. 
في عام 2017 كانت وزيرة التضامن. 